# Republiken Egypten (1953–1958)
Republiken Egypten (arabiska: جمهورية مصر, Ǧumhūriyyat Maṣr), bildades som ett resultat av monarkins impopularitet som ansågs vara alltför vänlig mot britterna och tillsammans med nederlaget i 1948 års arabisk-israeliska krig och den efterföljande egyptiska revolutionen 1952, som leddes av en grupp arméofficerare som kallades Fria officerarnas rörelse. År 1953 avskaffades monarkin formellt och Republiken Egypten utropades fram till sammanslagningen med  Republiken Syrien 1958. Efter sammanslagningen namnändrades det till Förenade arabrepubliken.
Med förklaringen av republiken svors Muhammad Naguib in som Egyptens första president någonsin.
Hans efterträdare Gamal Abdel Nasser var president fram till sin död 1970. Nasser var också den första egyptiska härskaren av Egypten på över 2000 år.